# Jean Cohen (professeur)
Pour les articles homonymes, voir Cohen.
 (décembre 2011).
Jean Cohen, né le 23 juillet 1919 à Oran (Algérie) et mort le 30 mai 1994, est un philosophe et universitaire français.

## Biographie
Jean Willy Sadia Cohen de son nom complet, fut professeur à la Sorbonne.
Il est connu pour sa Structure du langage poétique et pour Le haut langage Théorie de la poéticité, édité chez Flammarion en 1979.
Il est inhumé au cimetière du Montparnasse (division 1).